# Dolní Tošanovice
Dolní Tošanovice (polnisch Toszonowice Dolne, deutsch Nieder Toschonowitz) ist eine Gemeinde in Tschechien. Sie liegt zehn Kilometer östlich von Frýdek-Místek und gehört zum Okres Frýdek-Místek.

## Geographie
Die Streusiedlung Dolní Tošanovice befindet sich auf einem Höhenrücken zwischen den Flüssen Lučina und Stonávka im Beskidenvorland in Schlesien. Im Ort entspringt der Bach Tošanůvka.
Nördlich liegt die Talsperre Žermanice.
Nachbarorte sind Vidíkov und Dolní Domaslavice im Norden, Mušalec und Třanovice im Nordosten, Horní Tošanovice im Osten, Lesní Dvůr im Südosten, Šprochovice und Dobratice im Süden, Nošovice im Südwesten, Vojkovice und Podlesí im Westen sowie Horní Domaslavice im Nordwesten.

## Geschichte
Das Dorf wurde 1305 unter dem Ortsnamen Tessinowitz angelegt, aus dieser Zeit stammt auch die Feste. 1316 wird es unter dem Ortsnamen Thusnowitz erwähnt. Seit 1723 führt der Ort ein Siegel. Die Bewohner lebten überwiegen von der Landwirtschaft, einige arbeiteten als Hüttenarbeiter.
Nach der Aufhebung der Patrimonialherrschaften bildete Nieder Toschonowitz ab 1850 eine Gemeinde im Bezirk Teschen. Ab 1920 gehörte der Ort zum Bezirk Český Těšín. Von 1939 bis 1945 gehörte Nieder Toschonowitz zum Landkreis Teschen und kam nach Kriegsende zur Tschechoslowakei zurück. Zu den Besitzern der Güter Dolní dvůr und Lesní dvůr gehörte die Familie Chlumský, der auch der Chirurg Vítězslav Chlumský (1867–1943) entstammt. 1948 wurde der Großgrundbesitz der Chlumský verstaatlicht und dem Staatsgut Český Těšín zugeordnet.
1955 bestand die Gemeinde aus 160 Häusern und hatte 784 Einwohner.
Zum 1. Januar 1956 wurden die Siedlungen Závadovice (zu Dolní Domaslavice), Šprochovice und Podlesí (zu Dobratice) aus der Gemeinde ausgegliedert, dadurch sank die Einwohnerzahl auf 300. Ende der 1950er Jahre wurde im Ort eine Schule gebaut. Nach der Auflösung des Okres Český Těšín kam der Ort mit Beginn des Jahres 1961 zum Okres Frýdek-Místek. Im Jahre 1980 wurde Dolní Tošanovice nach Hnojník eingemeindet, seit 1990 besteht die Gemeinde wieder.
Die Staatsgüter wurden 1989 privatisiert und firmieren seither als TOZOS zemědělský podnik s.r.o. Die Einwohner des Ortes gehören zu 93,7 % der tschechischen Nationalität an, daneben bestehen kleine Minderheiten von Polen, Slowaken und Deutschen.

## Gemeindegliederung
Für die Gemeinde Dolní Tošanovice sind keine Ortsteile ausgewiesen. Zu Dolní Tošanovice gehören die außerhalb gelegenen Güter Dolní dvůr (Niederhof) und Lesní dvůr (Waldhof).

## Sehenswürdigkeiten
- Schloss Dolní Tošanovice, der zum Ende des 19. Jahrhunderts für die Familie von Mattencloit errichtete Bau im Empirestil entstand an der Stelle der Feste. Im Jahre 1933 erfolgte ein Umbau zu einer pompösen Villa. Das Schloss liegt nördlich außerhalb des Ortes.
- Katholische Kapelle am Schloss
- Talsperre Žermanice
- Schlossgut Dolní dvůr, aus dem 17. Jahrhundert
- Gut Lesní dvůr